# Янгільдіно (Козловський район)
Янгі́льдіно (рос. Янгильдино, чув. Кармăш) — село у складі Козловського району Чувашії, Росія. Адміністративний центр Янгільдінського сільського поселення.
Населення — 384 особи (2010; 453 у 2002).
Національний склад:
- татари — 98 %